# Geumho-dong, Gwangju
Geumho-dong (koreanska: 금호동) är en stadsdel i stadsdistriktet Seo-gu i staden Gwangju i den sydvästra delen av Sydkorea,  270 km söder om huvudstaden Seoul.

## Indelning
Administrativt är Geumho-dong indelat i:
| Namn    | Namn              | Yta km² | Invånare 31 dec 2020 |
| ------- | ----------------- | ------- | -------------------- |
| 금호1동 | Geumho 1(il)-dong | 1,86    | 20 665               |
| 금호2동 | Geumho 2(i)-dong  | 1,20    | 29 175               |